# Parambassis apogonoides
Parambassis apogonoides és una espècie de peix pertanyent a la família dels ambàssids.

## Descripció
- Fa 10 cm de llargària màxima.[3][4]

## Alimentació
Menja invertebrats aquàtics i insectes.

## Hàbitat
És un peix d'aigua dolça, demersal i de clima tropical.

## Distribució geogràfica
Es troba a Àsia: des de Laos i Cambodja fins a la península de Malaca i Indonèsia.

## Ús comercial
De vegades, és present als mercats locals.

## Observacions
És inofensiu per als humans i un peix d'aquari popular per la seua coloració brillant.